# Łódzkie strajki sierpniowo-wrześniowe 1980 roku
Miasto Łódź w lecie 1980 roku znalazło się na drugim planie wydarzeń, które miały w obecnym czasie miejsce w Polsce. Tysiące ludzi w łódzkich fabrykach i innych zakładach pracy, które w sierpniu zdecydowały się rozpocząć strajk miało świadomość uczestniczenia w przemianie, która dokonywała się na terenie kraju. Odnosząc łódzkie strajki do ogólnej sytuacji, jaka miała miejsce w Polsce w sierpniu i wrześniu 1980 roku, można dokonać ich klasyfikacji na:
- strajki spontaniczne – wczesne i dość izolowane akty protestu, niezależne od strajków na Wybrzeżu (do połowy sierpnia 1980)
- strajki solidarnościowe – organizowane celem poparcia strajków na Wybrzeżu i zakończone wraz z podpisaniem porozumień w Szczecinie i Gdańsku (trzecia dekada sierpnia 1980)
- strajki opozycyjne – inspirowane lub organizowane przez ludzi związanych z opozycją polityczną. Miały one charakter instrumentalny, a o ich specyfice decydują cele polityczne (wrzesień 1980)

## Strajki spontaniczne
Fala strajków spontanicznych rozpoczęła się od strajku w Łódzkich Zakładach Igieł i Części do Maszyn Dziewiarskich „Famid”. Przyczyną było niezadowolenie załogi, które narastało od pewnego czasu z powodu trudności produkcyjnych, które spowodowały wyraźne pogorszenie wynagrodzenia i warunków pracy. Niezadowolenie załogi narastało gdyż kierownictwo nie liczyło się ze zdaniem swoich pracowników, narastała napięta sytuacja w przedsiębiorstwie. Próby krytyki warunków pracy były eliminowane poprzez straszenie krytykujących perspektywą zwolnienia z pracy. 15 sierpnia 1980 r., najprawdopodobniej w drodze do zakładu i później już na jego terenie, grupa mężczyzn pracujących w „Famidzie” rozpoczęła strajk. 

## Strajki solidarnościowe
Natomiast falę strajków „solidarnościowych” rozpoczął Zakład Przemysłu Bawełnianego im. Juliana Marchlewskiego. Protest rozpoczął się 26 sierpnia 1980 roku we wtorek, gdy powszechnie znane były już Polakom wiadomości o strajkach na Wybrzeżu. Tego samego dnia zastrajkowali pracownicy komunikacji miejskiej w Łodzi. W tym okresie pracę przerywano w różnych łódzkich zakładach, o czym jednak nie informowały miejscowe środki przekazu. Motywacja przystąpienia „Marchlewskiego” do strajku, poza elementami solidarności z Wybrzeżem, była w zasadzie ograniczona do płacy i lepszego zaopatrywania sklepów. Strajk w tym zakładzie zakończono równocześnie ze strajkami na Wybrzeżu, nie należał on do pierwszoplanowych wydarzeń sierpniowych w kraju, ale był dowodem silnego poczucia solidarności klasowej oraz wspólnoty robotników. 

## Strajki opozycyjne
Strajki opozycyjne w Łodzi rozpoczął we wrześniu 1980 roku Zakład Przemysłu Bawełnianego im. Stanisława Kunickiego.
Podsumowując łódzkie strajki sierpniowo-wrześniowe 1980 roku warto zwrócić uwagę na specyficzne cechy tych protestów, które w sposób istotny różnią się od podobnych wydarzeń w innych rejonach Polski.
Protestujący robotnicy w Łodzi nie odegrali wprawdzie samodzielnej roli w wydarzeniach społecznych i politycznych tak jak to miało miejsce w 1971 r., kiedy strajk włókniarek łódzkich spowodował cofnięcie decyzji o podwyżce cen na mięso i jego przetwory. Zasadnicze znaczenie wśród strajków łódzkich latem 1980 r. miał strajk pracowników komunikacji miejskiej, gdyż byli oni inicjatorami i współtwórcami nowego związku zawodowego. Pojawiające się hasła i polityczne żądania wyrażały solidarność ze strajkującymi w innych miastach, przede wszystkim z Wybrzeżem, gdzie takie hasła i żądania zostały postawione.
Większość strajkujących robotników nie korzystała z pomocy doradców, a w nielicznych przypadkach gdzie tacy doradcy się pojawiali, nie występowali oficjalnie. Strajki łódzkie były wyizolowane, poszczególne zakłady działały odrębnie i niezależnie od siebie. Wydarzenia związane ze strajkami odbywały się wewnątrz fabryk, bez udziału publiczności przed bramami i bez manifestowanego poparcia z zewnątrz. Brak było również elementów religijnych, tak charakterystycznych w Gdańsku. Prawdopodobnie wynikało to z braku przywódców o silnie manifestowanym związku z religią i Kościołem oraz z faktu niepodejmowania przez duchowieństwo prób włączenia się do strajków.
W strajkach łódzkich brało udział wiele kobiet, miało to istotny wpływ na socjalny charakter żądań i protestów.